# Cala Lledó
La cala Lledó, Lladó, o del Lledó, coneguda també com a cala Mosca o de la Font del Lladó, és una platja natural del municipi de Roses (Alt Empordà), situada a la badia de Montjoi, al Parc Natural del Cap de Creus, a sis quilòmetres del centre urbà, entre la punta Falconera i la cala Murtra, en una zona de la costa amb penya-segats coberts de pins. Té una longitud de 20 m i una amplada de 10 m, formada per còdols i roques. S'hi practica el nudisme.
A la cala hi ha una antiga pedrera de marbre blanc, i les restes de la rampa per on es baixava la pedra, així com un embarcador, on a més de carregar el marbre als vaixells, sembla que es va utilitzar per abastir submarins alemanys cap el 1916.